# Jane Anderson
Jane Anderson (California, 1954) è una sceneggiatrice, regista e attrice statunitense.

## Biografia

### Carriera
Anderson ha iniziato la sua carriera come attrice televisiva nella prima metà degli anni ottanta. Nella seconda metà del decennio ha abbandonato la recitazione per dedicarsi alla scrittura di sceneggiature, principalmente per serie e film per la televisione. In particolare, ha sceneggiato alcuni episodi della serie televisiva L'albero delle mele (1986) e il film TV The Positively True Adventures of the Alleged Texas Cheerleader-Murdering Mom diretto da Michael Ritchie (1993), che le ha valso un premio Emmy alla sceneggiatura e un WGA Award.. In ambito cinematografico ha sceneggiato i film Può succedere anche a te di Andrew Bergman (1994) e Gli anni dei ricordi di Jocelyn Moorhouse (1995).
A partire dalla fine degli anni novanta, parallelamente alla sua attività da sceneggiatrice, ha iniziato a lavorare anche come regista. Ha sia scritto che diretto i film TV Una decisione sofferta (1998), Women (segmento 1961, 2000), When Billie Beat Bobby (2001), Normal (2003) e il film cinematografico The Prize Winner of Defiance, Ohio (2015).
Nel 2008 ha sceneggiato l'episodio The Gold Violin della seconda stagione della serie Mad Men trasmessa da AMC. Nel 2014 ha realizzato l'adattamento del romanzo Olive Kitteridge di Elizabeth Strout per l'omonima miniserie televisiva trasmessa da HBO, che le è valso un secondo premio Emmy alla sceneggiatura e un secondo WGA Award. Nel 2017 scrive la sceneggiatura di The Wife - Vivere nell'ombra, mentre nel 2018 scrive il dramma Mother of the Maid, entrambi con Glenn Close nel ruolo della protagonista.

### Vita privata
Anderson è dichiaratamente lesbica e si è sposata con la compagna Tess Ayers nel 1992, con una cerimonia allora senza effetti legali, poi ricelebrata legalmente nel 2008. Anderson e Ayers hanno un figlio di nome Raphael, nato nel 1994.

## Filmografia

### Sceneggiatrice

#### Cinema
- Può succedere anche a te (It Could Happen to You), regia di Andrew Bergman (1994)
- Gli anni dei ricordi (How to Make an American Quilt), regia di Jocelyn Moorhouse (1995)
- The Prize Winner of Defiance, Ohio, regia di Jane Anderson (2005)
- Packed In A Trunk: The Lost Art of Edith Lake Wilkinson, regia di Michelle Boyaner (2015)
- The Wife - Vivere nell'ombra (The Wife), regia di Björn Runge (2017)

#### Televisione
- L'albero delle mele (The Facts of Life) - serie TV, 3 episodi (1986)
- Raising Miranda - serie TV, 1 episodio (1988) - anche ideatrice
- Blue Jeans (The Wonder Years) - serie TV, 1 episodio (1989)
- The Hidden Room - serie TV, 2 episodi (1991)
- The Positively True Adventures of the Alleged Texas Cheerleader-Murdering Mom, regia di Michael Ritchie - film TV (1993)
- Una decisione sofferta (The Baby Dance), regia di Jane Anderson - film TV (1998)
- Women (If These Walls Could Talk 2), regia di Jane Anderson, Martha Coolidge e Anne Heche - film TV (2000)
- When Billie Beat Bobby, regia di Jane Anderson - film TV (2001)
- Normal, regia di Jane Anderson - film TV (2003)
- Mad Men - serie TV, 1 episodio (2008)
- Olive Kitteridge - miniserie TV, 4 puntate (2014)

### Regista
- Una decisione sofferta (The Baby Dance) - film TV (1998)
- Women (If These Walls Could Talk 2) - film TV (2000)
- When Billie Beat Bobby - film TV (2001)
- Normal - film TV (2003)
- The Prize Winner of Defiance, Ohio (2005)

### Attrice
- The Billy Crystal Comedy Hour - serie TV (1982)
- P.O.P., regia di Bud Yorkin - film TV (1984)
- L'albero delle mele - serie TV, 1 episodio (1985)

## Teatro
- Mother of the Maid (2015)

## Riconoscimenti
- 1993 – Premi Emmy
  - Miglior sceneggiatura di una miniserie o uno speciale, per The Positively True Adventures of the Alleged Texas Cheerleader-Murdering Mom
- 1994 – Writers Guild of America Award
  - Miglior sceneggiatura televisiva originale di formato lungo, per The Positively True Adventures of the Alleged Texas Cheerleader-Murdering Mom
- 1999 – Premi Emmy
  - Candidatura alla miglior sceneggiatura di una miniserie o un film, per Una decisione sofferta
  - Candidatura alla miglior regia di una miniserie o un film, per Una decisione sofferta
- 2000 – Premi Emmy
  - Candidatura alla miglior sceneggiatura di una miniserie o un film, per il segmento 1961 di Women
- 2003 – Premi Emmy
  - Candidatura alla miglior sceneggiatura di una miniserie, un film o uno speciale drammatico, per Normal
- 2004 – Writers Guild of America Award
  - Candidatura alla miglior sceneggiatura televisiva non originale di formato lungo, per Normal
- 2004 – Directors Guild of America Award
  - Candidatura alla miglior regia di un film per la televisione, per Normal
- 2015 – Premi Emmy
  - Miglior sceneggiatura di una miniserie, un film o uno speciale drammatico, per Olive Kitteridge
- 2015 – Writers Guild of America Award
  - Miglior sceneggiatura televisiva non originale di formato lungo, per Olive Kitteridge